# Museo delle statue stele lunigianesi
Il Museo delle statue stele lunigianesi è un museo archeologico di Pontremoli, in provincia di Massa e Carrara. Espone, in originale o in calco, esemplari di statue stele dalla Lunigiana, datate tra l'eneolitico (fine del IV millennio a.C.) e l'età del ferro (VII-VI secolo a.C.) e soprattutto nell'età del bronzo (2800-2300 a.C.)

## Storia e allestimenti
Inizialmente i frammenti di statue stele rinvenuti nella media val di Magra erano stati conservati provvisoriamente presso la Biblioteca civica di Villafranca in Lunigiana e in un deposito autorizzato dalla Soprintendenza alle antichità dell'Etruria a Casola in Lunigiana. L'insufficienza dei locali adibiti a deposito rese indispensabile cercare un'altra soluzione. Il comune di Pontremoli mise a disposizione i locali del castello del Piagnaro, che domina il centro abitato dal monte Molinatico, e con l'appoggio dell'Istituto lunigianese dei castelli, lo studioso Augusto Cesare Ambrosi propose di crearvi un museo dedicato a questi materiali. Dopo i necessari lavori di messa in sicurezza del castello, il museo fu inaugurato nel 1975.
Il primo allestimento del museo, con 49 statue stele, si sviluppava su due sale al primo piano per circa 140 m2; al piano terra una sala ospitava l'armeria del castello e un'altra l'esposizione didattica di materiali preistorici. Nella cappella sconsacrata del castello era prevista una sala per conferenze.
Nel 1999 il percorso museale venne modificato con l'inserimento di una sezione introduttiva all'esposizione delle statue stele, con 15 pannelli
Il rinnovo dell'allestimento fu avviato nel 2007 e si è concluso nel giugno 2015. La superficie espositiva è stata raddoppiata, grazie all'inserimento nel percorso di visita di una parte del piano terra del castello, precedentemente inaccessibile

## Percorso di visita
Il percorso museale spiega il fenomeno delle statue stele lunigianesi.
I pannelli sono stati integrati con strumenti multimediali. L'accessibilità è assicurata dagli ascensori che collegano i diversi piani.
Nel museo si svolgono attività didattiche ("MuST Lab"). A partire dall'anno scolastico 2008/2009 in collegamento con alcune scuole del territorio e con il comune si è svolto un progetto triennale ("Racconta il tuo patrimonio") che contribuito alla realizzazione di 15 percorsi sul patrimonio del territorio, esposti all'interno dell"Aula del patrimonio".